# Buckhead Ridge
Buckhead Ridge est une census-designated place située dans le comté de Glades, dans l’État de Floride, aux États-Unis. Sa population s’élevait à 1 450 habitants lors du recensement de 2010.

## Source
- (en) Cet article est partiellement ou en totalité issu de l’article de Wikipédia en anglais intitulé « Buckhead Ridge, Florida » (voir la liste des auteurs).